# Dan Marino
Daniel Constantine "Dan" Marino, Jr. (Pittsburgh, 15 de setembro de 1961) é um ex-jogador de futebol americano estadunidense, agora no hall da fama do esporte, que atuava na posição de quarterback pelo Miami Dolphins na National Football League. Último quarterback selecionado na primeira rodada do Draft da NFL em 1983, Marino se tornou um dos melhores QBs na história da liga, com vários recordes em várias estatísticas na liga. Apesar de nunca ter ganho um Super Bowl, ele é reconhecido por unanimidade como um dos maiores quarterbacks na história do futebol americano, muito lembrado pelo seu quick release eficiente e por ter um braço poderoso. Marino levou os Dolphins aos playoffs 10 vezes. Em 2019, apareceu no NFL 100 All-Time Team.

## Começo da carreira
Marino nasceu em Pittsburgh, Pensilvânia, sendo descendente de italianos e poloneses. Ele estudou na St. Regis Catholic Elementary School antes de ir para a Central Catholic High School em Pittsburgh, onde jogou muito beisebol e levou as honras de All-American no futebol americano. Como jogador de beisebol no colegial, Marino quebrou o recorde da escola com uma rebatida de 152,9 km. Ele chegou a ser draftado pelo Kansas City Royals em 1979 no draft para amadores, mas decidiu seguir a carreira de jogador de futebol americano na faculdade.

## Carreira na faculdade

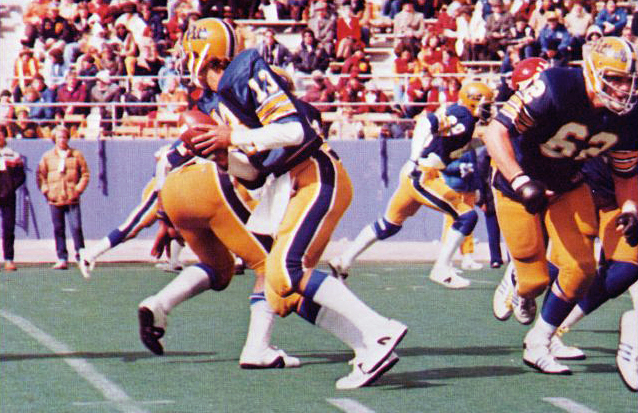
Marino (#13) jogando pela Universidade de Pittsburgh como calouro em 1979

Marino começou sua carreira no futebol americano jogando pela Universidade de Pittsburgh de 1979 a 1982. Como calouro em 1979, liderou o Pittsburgh Panthers football em uma vitória sobre West Virginia por 24 a 17. Marino lançou para 256 jardas e também correu para 40 jardas. Dan também liderou os Panthers em uma vitória de último minuto contra o Georgia Bulldogs no Sugar Bowl de 1982 quando ele lançou um touchdown para o tight end John Brown com menos de um minuto faltando, em uma das jogadas mais espetaculares na história dos esportes em Pittsburgh. A temporada seguinte foi muito decepcionante apesar de todo o assédio da imprensa e até das conversas sobre um possível Heisman Trophy. Seu time perdeu o Cotton Bowl de 1983 por 7 a 3 para a Southern Methodist e seu "Pequeno Trem expresso" que tinha Eric Dickerson e Craig James.
Marino foi selecionado na primeira rodada do Draft da NFL de 1983 pelo Miami Dolphins, como a 27ª escolha depois de uma última temporada bem ruim em Pittsburgh, além noticias de que uma contusão no joelho prejudicava sua mobilidade. Cinco outros quarterbacks, incluindo os Hall of Famers Jim Kelly e John Elway, e os menos bem sucedidos Ken O'Brien, Tony Eason e Todd Blackledge, foram draftados antes dele.

## Carreira como profissional
Em 4 de janeiro de 1983, o Los Angeles Express selecionou Marino no draft da United States Football League mas ele nunca assinou um contrato com esse time.
O time de sua cidade natal, o Pittsburgh Steelers, considerou contratar Dan para substituir o veterano Terry Bradshaw como quarterback, mas os Steelers decidiram selecionar o defensive tackle Gabriel Rivera de Texas Tech, pois eles consideravam que Cliff Stoudt e Mark Malone, que já estavam no rosters, poderiam um dia substituir Bradshaw.
Então os atuais campeões da American Football Conference, o Miami Dolphins, selecionou Marino como 27ª escolha no Draft da NFL de 1983. Depois de começar a primeira temporada como reserva do QB David Woodley e de ver ação apenas duas vezes para substituir o ineficiente Woodley, Marino começou seu primeiro jogo como titular na NFL na Semana 6 contra o Buffalo Bills no Orange Bowl. Marino e Miami perderam aquele jogo por 38 a 35 na prorrogação. Ele teve um rating de 96.0- um recorde para um rookie até Ben Roethlisberger fazer 98.1. Dan acabou sendo selecionado para o Pro Bowl em seu primeiro ano e se tornou o primeiro QB rookie a começar um jogo de Pro Bowl.  Contudo, a primeira temporada de Marino na NFL foi bem decepcionante, quando os Dolphins foram derrotados pelo Seattle Seahawks por 27 a 20 em um jogo cheio de turnovers de Miami. Marino parecia instável naquele jogo, talvez devido a uma contusão no joelho que ele sofreu três semanas antes de um jogo contra o Houston Oilers, uma contusão que o deixou de fora de dois jogos. Sendo que este foi a última contusão que o deixou fora de jogos de temporada regular até 1993 quando ele machucou o seu tendão de Aquiles. Marino então fez uma seqüência de 145 jogos como titular na NFL, a maior seqüência de um quarterback dos Dolphins.
No ano seguinte, Marino teve uma das melhores temporadas de um quarterback na história da NFL. Ele quebrou seis recordes diferentes na NFL passando a bola, incluindo o recorde de mais passes para touchdown numa temporada com 48 e de maior número de jardas aéreas com 5 084 naquela temporada. Marino também foi eleito como Jogador Mais Valioso da NFL. Apenas contando com seu ataque aéreo, o Miami Dolphins terminou aquela temporada com 14 vitórias e 2 derrotas, o que lhes garantiu mando de campo nos primeiros jogos de playoff. Na primeira rodada da pós-temporada, os Dolphins venceram o Seattle Seahawks por 31 a 10, e depois derrotaram o Pittsburgh Steelers na AFC Championship Game por 45 a 28. Com isso os Dolphins garantiram seu lugar no Super Bowl como favoritos.
No Super Bowl XIX, Marino e os Dolphins enfrentaram o San Francisco 49ers do grande quarterback Joe Montana em Palo Alto, Califórnia. Muitos viram esse jogo como o grande combate entre dois quarterback nativos do oeste do estado americano da Pensilvânia. A região é conhecida como o "Cradle of Quarterbacks" ("Berço de Quarterbacks"), já que excelentes QBs que fizeram sucesso na NFL são nativos desse estado. O Dolphins então, que correra com a bola 74 vezes nas últimas duas semanas, correu com a bola apenas 8 vezes neste jogo, o que colocou o peso todo no braço de Marino. Ele terminou este Super Bowl com 29 passes completados de 50 tentados, com um total de 318 jardas e apenas um touchdown, sofrendo também duas interceptações. A boa performance de Dan não foi o suficiente já que o ataque e a defesa do 49ers estavam muito bem naquele dia. A derrota de 38 a 16 marcou a última aparição de Marino em um Super Bowl até o fim de sua carreira.
Na temporada seguinte, Marino e os Dolphins fizeram uma campanha de 12 vitórias e 4 derrotas. Em 2 de dezembro de 1985, Dan completou 14 de 27 passes para 270 jardas e lançou para 3 touchdown na vitória de 38 a 24 sobre o Chicago Bears que estavam invictos até então com 12 vitórias em 12 jogos (fazendo com que o Miami Dolphins de 1972 permanecesse como único time a terminar uma temporada invicto) no Monday Night Football que teve a maior audiência da TV americana. Ele também levou os Dolphins de volta ao AFC Championship game no ano seguinte, mas perdeu em Miami para New England em um jogo mais uma vez cheio de turnovers dos Dolphins. New England interceptou Marino duas vezes e recuperaram quatro fumbles na vitória de 31 a 14 sobre os Dolphins, sendo esta sua primeira vitória no Miami Orange Bowl desde 1966.
Com Marino no comando, o Dolphins eram considerados como competidores sérios nos playoffs ao título, chegando a pós-temporada em 10 das 17 temporadas com  Marino como QB titular. Em 1992 ele fez sua última participação na AFC Championship Game, perdendo para o arquirrival Jim Kelly e o Buffalo Bills por 29 a 10. Kelly e os Bills eliminaram Marino dos playoffs três vezes entre 1990 e 1995.
No ano seguinte, 1993, Miami eram favoritos para voltar para a AFC Championship Game e até mesmo para o Super Bowl. Contudo, a sorte não estava com Marino e os Dolphins em Cleveland. Depois de lançar um passe em movimento, Marino, que não foi tocado na jogada, se jogou ao chão em dor com uma contusão em seu tendão de Aquiles o que o fez ficar de fora do resto da temporada. Marino mais tarde disse: "Eu senti como se tivesse levado um tiro". Na ausência de Marino, o backup quarterback Scott Mitchell estava fazendo um bom trabalho até que sofreu uma contusão também. Como resultado, pela primeira vez numa década, Miami teve uma controvérsia com quarterbacks com a mídia e com os fãs: manter o jovem Mitchell (que se tornou um free agent depois da temporada) ou manter o veterano Marino, que havia possibilidades de ele não se recuperar de sua contusão e ser forçado a se aposentar.
No final Miami, depois de perder os cinco últimos jogos e não ir para os playoffs, decidiu continuar com Marino como quarterback titular. Mitchell então assinou com o Detroit Lions, e Miami assinou com um novo reserva para a posição, o veterano Bernie Kosar do Cleveland Browns. Usando um tênis especial e tendo o tendão do pé visivelmente atrofiado, Marino começou a temporada como QB titular em 1994.
Em 1994, uma temporada que Marino foi muito questionado por forçar sua volta aos gramados, ele acabou tendo dois jogos que marcariam sua carreira. O primeiro foi o jogo de abertura em casa contra o New England Patriots e sua estrela em ascensão, o quarterback Drew Bledsoe, que era considerado como jovem Marino. Choveu muito naquele dia e o campo estava marcado com as marcas do beisebol depois de um jogo do Florida Marlins. Apesar das más condições, os dois quarterbacks combinaram para 894 jardas e 9 touchdowns aéreos, com Miami vencendo por 39 a 35. Outro grande jogo foi com virada fora de casa contra o New York Jets, um jogo famoso pelo fake spike de Marino para fazer o touchdown, em uma jogada chamada "The Clock Play". Os Dolphins terminaram aquela temporada com um record de 10 vitórias e 6 derrotas no ano, conquistando a divisão de vencendo o Kansas City Chiefs de Joe Montana em casa antes de perder para o San Diego Chargers por 22 a 21 depois de estar liderando aquele jogo por 21 a 6 no intervalo. Naquela temporada, Marino passou para 4 435 jardas e foi nomeado NFL's Comeback Player of the Year.
No decorrer da parte final de sua carreira, Marino não passou dos playoffs de divisão. Então o veterano treinador Don Shula se demitiu ao termino da temporada de 1995. Ele foi substituído por Jimmy Johnson, cuja filosofia de jogo funcionou nos dois campeonatos ganhos com o Dallas Cowboys e ele garantiu um Super Bowl em Miami. Johnson tentou melhorar o decadente jogo terrestre de Miami mas nas quatro temporadas a frente dos Dolphins ele nunca encontrou um bom running back, apesar de tentar achar vários jogadores para estas posições.
Marino então ficou mais conhecido como um injury prone e houve uma considerável perda de consistência, sendo que seu declínio ficou evidente no Thanksgiving Game de 1999 contra o Cowboys. Em seu primeiro jogo depois de perder um mês inteiro devido a uma contusão, Marino lançou 5 interceptações na derrota dos Dolphins por 20 a 0. Os Dolphins procedeu a volta aos playoffs perdendo quatro dos próximos cinco jogos terminando a temporada com 9 vitórias e 7 derrotas.
A última vitória de Marino foi a primeira vitória nos playoffs de Miami fora de casa e também foi sua 36ª virada, quando os Dolphins derrotaram o Seattle Seahawks por 20 a 17 em janeiro de 2000 no último jogo no Kingdome. Na rodada seguinte, também fora de casa, Marino e os Dolphins sofreram uma humilhante derrota por 62 a 7 para o Jacksonville Jaguars. Marino foi substituído pelo seu backup Damon Huard no segundo período, um fim infame para uma carreira espetacular. Contudo, ele deixou o jogo muito bem, liderando os Dolphins em um drive de 80 jardas que terminou em pontos e lançou um touchdown de 20 jardas para o WR Oronde Gadsden com 20 segundos restando para terminar o primeiro tempo.
A derrota em Jacksonville encerrou a carreira de Marino nos playoff com um recorde de apenas 8 vitórias e 10 derrotas.
Antes da temporada de 2000, Marino decidiu se aposentar, depois de recusar ofertas de Minnesota, Tampa Bay e de Pittsburgh quando os Dolphins decidiram não exercer a cláusula de extensão de seu contrato. Quando perguntado na conferência de imprensa sobre sua decisão de se aposentar, ele respondeu:
"Essa é uma boa pergunta. Rapaz, eu realmente lutei contra isso. Esse tem sido o mês mais difícil no que concerne jogar futebol. Depois da temporada, eu realmente pensava em não jogar mais e eu senti isso por um tempo e eu acho que isso deve-se ao aspecto físico do jogo. Minhas pernas doíam muito na última temporada, e meu pescoço também doía; sem saber se eu seria capaz de lançar uma bola, e também foi pela minha família, mas Claire e as crianças foram ótimas. Elas queriam que eu jogasse, estou sendo honesto com você. De verdade, foi decisão minha, de minha família e de minha saúde."
Marino admitiu depois que considerou seriamente a proposta dos Vikings para voltar a jogar, mas ele recusou não por causa de seu braço, mas porque ele não tinha certeza que suas pernas aguentariam mais uma temporada. Ele também gostou do fato de que jogou sua carreira inteira em um só time, o que é muito raro.
Durante sua carreira como profissional na NFL (1983–1999) em Miami, Marino foi um dos quarterbacks mais habilidosos e reverenciados dos Estados Unidos. Apesar do fato de ele nunca ter muita habilidade no scramble (movimentação dentro do pocket), com menos de 1 jarda por carregada nas 301 vezes que correu com a bola, Marino mostrava muita sabedoria e consciência no pocket, sempre se esquivando dos pass rushers. Ele tem um dos maiores números de viradas no último período (36) na história da NFL e ainda teve 147 vitórias como quarterback, também uma das melhores marcas da história da liga.
A última vitória na carreira de Dan Marino foi em um jogo de Wild-Card contra o Seattle Seahawks no Kingdome em 2000.
Marino foi selecionado para nove Pro Bowls (1983-87, 1991-92, 1994-95), sendo sete vezes como titular, mas devido as constantes contusões ele só atuou em duas partidas (1984, 1992). Marino passava por várias Será que queria dizer: cirurgia no joelho ao termino de cada temporada. Ele foi nomeado First Team All-Pro oito vezes e recebeu as honras de All-AFC seis vezes. Ele terminou a carreira com 420 touchdowns e 61 361 jardas, com um Rating de 86,4.
Em 1999, Marino foi rankeado n° 27 pela revista The Sporting News na lista dos 100 Maiores Jogadores de Futebol Americano de todos os tempos, sendo ele o jogador dos Dolphins mais bem rankedo.

## Vida após o futebol americano

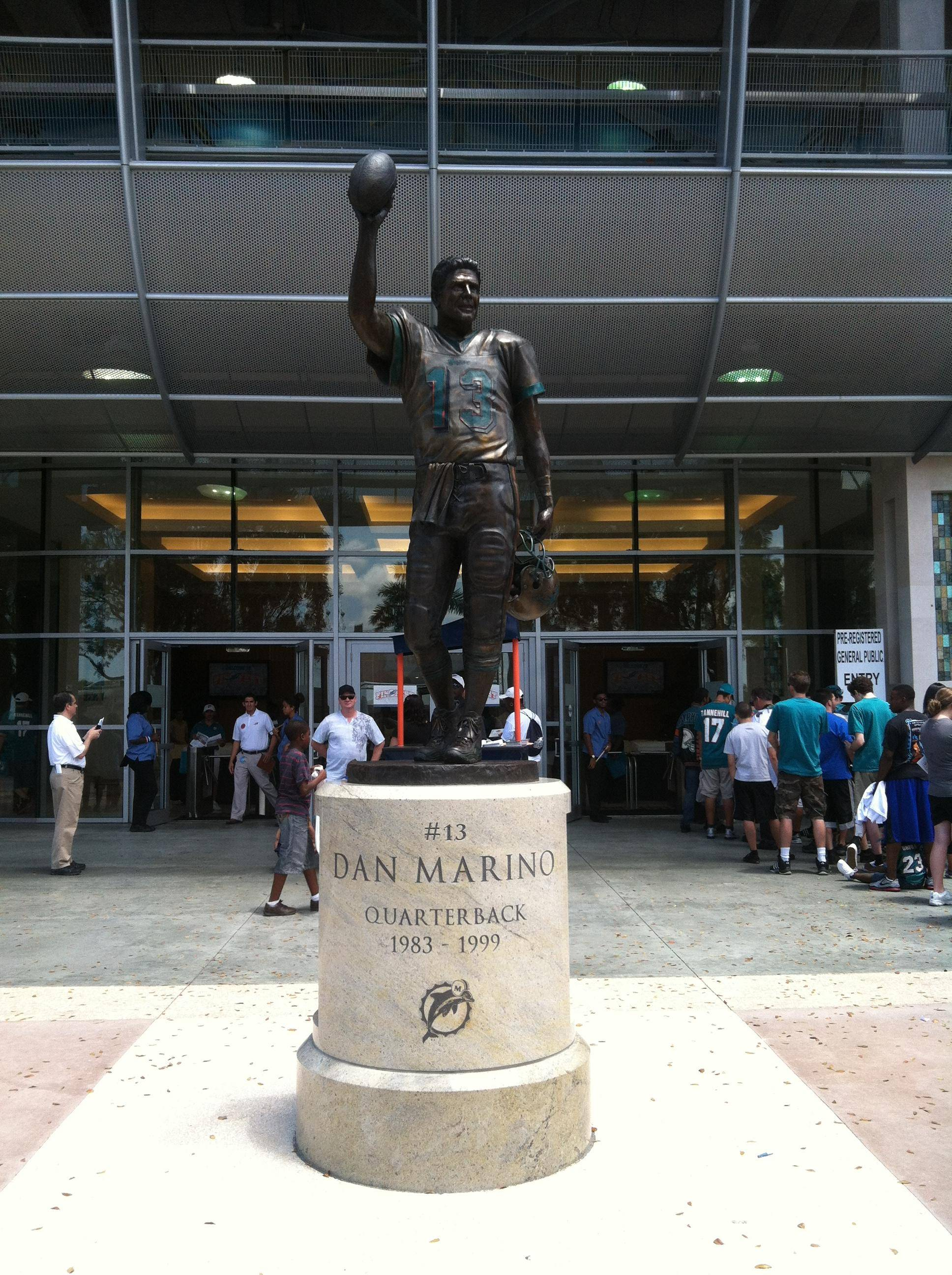
Uma estátua de bronze em tamanho real de Marino do lado de fora do Hard Rock Stadium.

Num domingo, 17 de setembro de 2000, no intervalo do jogo entre Dolphins e Baltimore Ravens no Pro Player Stadium, a camisa de Dan Marino (#13) foi aposentada. A única outra camisa dos Dolphins que fora aposentada antes era a de Bob Griese (#12). Desde então a camisa de Larry Csonka (#39) também foi aposentada. Marino se juntou ao Dolphins Honor Roll no mesmo dia. Nesse mesmo ano, uma estátua de Marino foi erguida em frente ao Pro Player Stadium e a rua foi renomeada de Stadium Street para Dan Marino Boulevard.
Em 2003, Marino foi honrado por sua carreira na NCAA pela Universidade de Pittsburgh ao entrar no hall da fama do futebol americano universitário. No começo de 2004, Marino brevemente retornou a organização do Miami Dolphins como Vice-presidente sênior de operações de futebol, mas renunciou ao cargo recém-criado apenas três semanas depois, dizendo que o papel não era no melhor interesse de sua família ou da organização Dolphin.[carece de fontes?]
Marino foi eleito para o Pro Football Hall of Fame em 2005, sendo um dos quatro jogadores dos Dolphins eleitos no seu primeiro ano de elegibilidade (junto com Jim Langer, Paul Warfield e Jason Taylor). Durante o discurso de aceitação na cerimônia, Dan lançou seu "último passe" para o ex-companheiro de equipe, o recebedor Mark Clayton, que estava junto ao público.
Marino foi um dos analistas do programa pré-jogo da CBS Sports chamado The NFL Today, de 2002 a 2013. Em 18 de fevereiro de 2014, Marino, junto com Shannon Sharpe, foram dispensados do cargo de comentaristas e substituídos por Tony Gonzalez e Bart Scott.
Em 24 de agosto de 2014, Marino anunciou que ele estaria voltando aos Dolphins como "conselheiro especial".

## Vida pessoal e filantropia
Em 1985, Marino se casou com Claire D. Veazey (n. 1962) de Mount Lebanon, Pensilvânia na Igreja Católica St. Regis, que fica em frente a casa dos pais de Marino. O casal teve seis filhos juntos.
Em 1992, ele fundou, junto com a esposa, a Dan Marino Foundation, após um dos seus filhos, Michael, ter sido diagnosticado com autismo. A fundação já angariou mais de US$ 22 milhões de dólares para pesquisa, serviços e programas de tratamento para crianças com deficiência de neurodesenvolvimento. O Dan Marino Center, que foi aberto em 1995, junto ao Hospital Infantial de Miami, é um centro de neurodesenvolvimento integrado especializado no diagnóstico e tratamento de crianças em risco de problemas de desenvolvimento e psicológicos. O centro atendeu mais de 48 000 crianças em um ano. Marino já se juntou a outras celebridades para aumentar a consciência pública a respeito de transtorno do espectro autista.

## Números na carreira
| Ano      | Time     | J   | V   | Comp  | Ten   | Pct%  | Jardas | Média | Long | TDs | Int | Rate  | Corridas | Jardas | Média | TDs |
| 1983     | Miami    | 11  | 7   | 173   | 296   | 58,4  | 2 210  | 7,5   | 85   | 20  | 6   | 96,0  | 28       | 45     | 1,6   | 2   |
| 1984     | Miami    | 16  | 14  | 362   | 564   | 64,2  | 5 084  | 9,0   | 80   | 48  | 17  | 108 9 | 28       | -7     | -0,3  | 0   |
| 1985     | Miami    | 16  | 12  | 336   | 567   | 59,3  | 4 137  | 7,3   | 73   | 30  | 21  | 84,1  | 26       | -24    | -0,9  | 0   |
| 1986     | Miami    | 16  | 8   | 378   | 623   | 60,7  | 4 746  | 7,6   | 85   | 44  | 23  | 92,5  | 12       | -3     | -0,3  | 0   |
| 1987     | Miami    | 13  | 7   | 263   | 444   | 59.2  | 3 245  | 7,3   | 59   | 26  | 13  | 89,2  | 12       | -5     | -0,4  | 1   |
| 1988     | Miami    | 16  | 6   | 354   | 606   | 58,4  | 4 434  | 7,3   | 80   | 28  | 23  | 80,8  | 20       | -17    | -0,9  | 0   |
| 1989     | Miami    | 16  | 8   | 308   | 550   | 56,0  | 3 997  | 7,3   | 78   | 24  | 22  | 76,9  | 14       | -7     | -0,5  | 2   |
| 1990     | Miami    | 16  | 12  | 306   | 531   | 57,6  | 3 563  | 6,7   | 69   | 21  | 11  | 82,6  | 16       | 29     | 1,8   | 0   |
| 1991     | Miami    | 16  | 8   | 318   | 549   | 57,9  | 3 970  | 7,2   | 54   | 25  | 13  | 85,8  | 27       | 32     | 1,2   | 1   |
| 1992     | Miami    | 16  | 11  | 330   | 554   | 59,6  | 4 116  | 7,4   | 62   | 24  | 16  | 85,1  | 20       | 66     | 3,3   | 0   |
| 1993     | Miami    | 5   | 4   | 91    | 150   | 60,7  | 1 218  | 8,1   | 80   | 8   | 3   | 95,9  | 9        | -4     | -0,4  | 1   |
| 1994     | Miami    | 16  | 10  | 385   | 615   | 62,6  | 4 453  | 7,2   | 64   | 30  | 17  | 89,2  | 22       | -6     | -0,3  | 1   |
| 1995     | Miami    | 14  | 9   | 309   | 482   | 64,1  | 3 668  | 7,6   | 67   | 24  | 15  | 90,8  | 11       | 14     | 1,3   | 0   |
| 1996     | Miami    | 13  | 7   | 221   | 373   | 59,2  | 2 795  | 7,5   | 74   | 17  | 9   | 87,8  | 11       | -3     | -0,3  | 0   |
| 1997     | Miami    | 16  | 9   | 319   | 548   | 58,2  | 3 780  | 6,9   | 55   | 16  | 11  | 80,7  | 18       | -14    | -0,8  | 0   |
| 1998     | Miami    | 16  | 10  | 310   | 537   | 57,7  | 3 497  | 6,5   | 61   | 23  | 15  | 80,0  | 21       | -3     | -0,1  | 1   |
| 1999     | Miami    | 11  | 5   | 204   | 369   | 55,3  | 2 448  | 6,6   | 62   | 12  | 17  | 67,4  | 6        | -6     | -1,0  | 0   |
| Carreira | Carreira | J   | V   | Comp  | Ten   | Pct%  | Jardas | Média | Long | TDs | Int | Rate  | Ten      | Jardas | Média | TDs |
| 17 anos  | 17 anos  | 242 | 147 | 4 967 | 8 358 | 59,4% | 61 361 | 7,3   | 85   | 420 | 252 | 86,4  | 301      | 87     | 0,3   | 9   |

### Números nos playoffs
| Ano      | Time     | J  | V | Comp | Ten | Pct% | Jardas | Média | Long | TDs | Int | Rate  | Corridas | Jardas | Média | TDs |
| 1983     | Miami    | 1  | 0 | 15   | 25  | 60,0 | 193    | 7,5   | —    | 2   | 2   | 77,6  | 0        | 0      | 0,0   | 0   |
| 1984     | Miami    | 3  | 2 | 71   | 116 | 61,2 | 1 001  | 8,6   | —    | 8   | 5   | 94,1  | 1        | 0      | 0,0   | 0   |
| 1985     | Miami    | 2  | 1 | 45   | 93  | 48,4 | 486    | 5,2   | —    | 3   | 3   | 61,5  | 1        | 0      | 0,0   | 0   |
| 1990     | Miami    | 2  | 1 | 42   | 79  | 53,2 | 544    | 6,9   | —    | 5   | 2   | 85,6  | 5        | -1     | -0,2  | 1   |
| 1992     | Miami    | 2  | 1 | 39   | 74  | 52,7 | 335    | 4,5   | —    | 4   | 2   | 71,6  | 1        | -2     | -0,5  | 0   |
| 1994     | Miami    | 2  | 1 | 46   | 67  | 68,7 | 519    | 7,7   | —    | 5   | 0   | 116,5 | 2        | 4      | 2,0   | 0   |
| 1995     | Miami    | 1  | 0 | 33   | 64  | 51,6 | 422    | 6,6   | —    | 2   | 3   | 63,4  | 1        | 0      | 0.0   | 0   |
| 1997     | Miami    | 1  | 0 | 17   | 43  | 39,5 | 141    | 3,3   | —    | 0   | 2   | 29,3  | 1        | 2      | 2,0   | 0   |
| 1998     | Miami    | 2  | 1 | 49   | 71  | 69,0 | 478    | 7,2   | —    | 1   | 3   | 74,7  | 1        | -1     | -1,0  | 0   |
| 1999     | Miami    | 2  | 1 | 28   | 55  | 50,9 | 291    | 7,4   | —    | 2   | 2   | 63,5  | 2        | -1     | -0,5  | 0   |
| Carreira | Carreira | J  | V | Comp | Ten | Pct% | Jardas | Média | Long | TDs | Int | Rate  | Ten      | Jardas | Média | TDs |
| 10 anos  | 10 anos  | 18 | 8 | 385  | 687 | 56%  | 4 510  | 6,6   | —    | 32  | 24  | 77,1  | 15       | 1      | 0,07  | 1   |

— número não conhecido 

## Recordes
Nota: Essa lista contém os recordes estabelecidos por Dan Marino na época de sua aposentadoria em 1999. Alguns desses recordes já foram quebrados.
- Maior número de passes tentados (carreira): 8 358 (superado por Brett Favre em 2007)
- Maior número de passes completados (carreira): 4 967 (superado por Brett Favre em 2006)
- Maior número de jardas aéreas (carreira): 61 361 (superado por Brett Favre em 2007)
- Maior número de passes para touchdown (carreira): 420 (superado por Brett Favre em 2007)
- Maior número de jardas aéreas (temporada): 5 084 em 1984 (superado por Drew Brees em 2011 e por Peyton Manning em 2013)
- Maior número de passes para touchdown (temporada): 48 em 1984 (superado por Peyton Manning [49] em 2004 e em 2013 [55], e ainda por Tom Brady [50] em 2007)
- Maior número de jogos com 400 ou mais jardas aéreas (carreira): 13
- Maior número de jogos com 400 ou mais jardas aéreas (temporada): 4 em 1984
- Maior número de jogos com 300 ou mais jardas aéreas (carreira): 63
- Maior número de temporadas com 3 000 ou mais jardas aéreas: 13 (1984-92, 1994-95, 1997-98) (superado por Brett Favre em 2005)
- Maior número consecutivo de temporadas com 3 000 ou mais jardas aéreas: 9 (1984-92) (superado por Brett Favre em 2001)
- Maior número de jogos com 4 ou mais passes para touchdown (temporada): 6 em 1984 (empatado com Peyton Manning em 2004)
- Maior número de jogos com 3 ou mais passes para touchdown (carreira): 62 (superado por Brett Favre em 2007)
- Menor percentual de passes interceptado por tentativa (temporada, como rookie [novato]): 2,03 em 1983 (296-6) [superado por Charlie Batch, Detroit, 1,98 em 1998 (303-6)]
- Maior número de temporadas liderando a liga em passes tentados: 5 (1984, 1986, 1988, 1992, 1997)
- Maior número de temporadas liderando a liga em passes completados: 6 (1984-86, 1988, 1992, 1997)
- Maior número de temporadas com 40 ou mais passes para touchdown: 2 (1984, 1986)
- 100 passes para TD com o menor número de jogos como titular na carreira: 44 (7 de setembro de 1986 em San Diego)
- 200 passes para TD com o menor número de jogos como titular na carreira: 89 (17 de setembro de 1989 em New England)
- 300 passes para TD com o menor número de jogos como titular na carreira: 157 (4 de setembro de 1994 vs. New England) (empatado com Peyton Manning em 2007)
- 30 000 jardas na carreira com o menor número de jogos como titular na carreira: 114 (25 de novembro de 1990 em Cleveland) (empatado com Kurt Warner, 18 de outubro de 2009)
- Maior número de viradas no último período (carreira) (incluindo playoffs): 36 (superado por Peyton Manning)[9]

### Mais recordes empatados na NFL
- Maior número de jogos com 4 ou mais passes para Touchdown (Carreira): 21 (superado por Brett Favre em 2009)
- Maior número de temporadas liderando a liga em Jardas Totais: 5 (1984-86, 1988, 1992) com Sonny Jurgensen (Philadelphia, 1961-62; Washington, 1966-67, 1969)
- Maior número de temporadas liderando a liga em passes completados: 3 (1984-86) com George Blanda (Houston, 1963-65)
- Maior quantidade de jogos consecutivos com 400 ou mais jardas aéreas: 2 (1984) com Dan Fouts (San Diego, 1982), Phil Simms (N.Y. Giants, 1985), Billy Volek (Tennessee, 2004), Matt Cassel (New England, 2008)
- Maior número de vitórias contra um mesmo time: 24 contra o Indianapolis Colts (superado por Brett Favre contra o Detroit Lions em 2007)